# Porsche 914

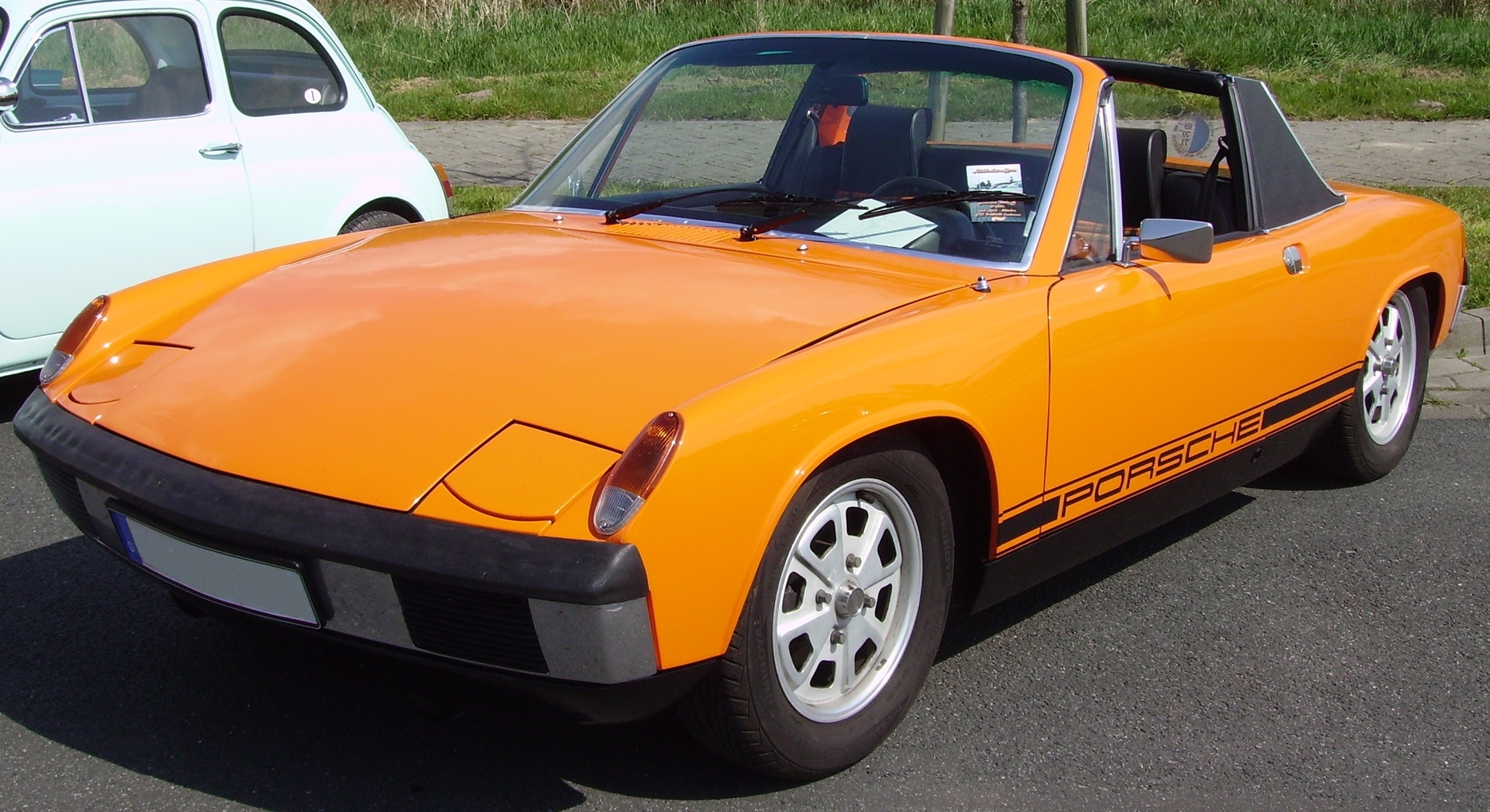
Porsche 914

De Porsche 914 is een tweezits sportwagen die tussen 1969 en 1976 door de Duitse fabrikanten Porsche en Volkswagen ontworpen en gecommercialiseerd werd. De Porsche 914 heeft een middenmotor en een targa-dak. Zijn bijnaam is Volksporsche; in Duitsland ook wel afgekort tot VoPo. Hij werd in 1976 opgevolgd door de Porsche 924.

## Types
- De VW-Porsche 914/4, met een 1,7-liter-viercilinder-boxermotor (VW Typ 4) die 80 PK (59 kW) leverde, werd in Osnabrück gebouwd door Karmann. Van dit type werden 115.631 exemplaren gebouwd.[1]
- De Porsche 914/6, met de 110 PK (81 kW) sterke 2,0-liter-zescilinder-boxermotor uit de Porsche 911 T, werd in de Porschefabriek te Zuffenhausen gefabriceerd. Hiervan werden 3353 exemplaren gebouwd.

- Gemeinsame Normdatei: 4219382-5
- Library of Congress Control Number: sh89005307
- Nationale Bibliotheek van Israël: 987007532133805171